# Hinggan
För andra betydelser, se Hinggan (olika betydelser).
Hinggan är ett mongoliskt förbund i Inre Mongoliet, Folkrepubliken Kina, vilken i väster gränsar till provinsen Dornod i Mongoliet. Antalet invånare är 1 613 246. Befolkningen består av 784 609 kvinnor och 828 637 män. Barn under 15 år utgör 14,0 %, vuxna 15–64 år 79 %, och äldre över 65 år 6,0 %.
Orten har fått sitt namn efter bergskedjan Stora Hinggan, som utgör en naturlig gräns mellan Inre Mongoliet och Manchuriet.

## Historia
Under Qingdynastin administrerades Hinggan som en del av Fengtian-provinsen och efter kejsardömets fall ingick området i Liaoning-provinsen. När Japan ockuperade Manchuriet 1931 blev Hinggan en del av den japanska lydstaten Manchukuo. Efter krigsslutet 1945 införlivades Hinggan i den nya provinsen Liaopeh.
Hinggan blev en del av den autonoma regionen Inre Mongoliet 1947 som sedan ingick i Folkrepubliken Kina. 1969 delades Hinggan och olika delar tillfördes Jilin- och Heilongjiang-provinserna. 1979 återställdes gränserna.

## Administrativ indelning
Hinggan består av två städer på häradsnivå, ett härad och tre mongoliska baner.
| Karta                | Karta                  | Karta          | Karta                   | Karta             | Karta      | Karta                    |
| -------------------- | ---------------------- | -------------- | ----------------------- | ----------------- | ---------- | ------------------------ |
|                      |                        |                |                         |                   |            |                          |
| Nr                   | Namn                   | Kinesiska      | Pinyin                  | Befolkning (2004) | Area (km²) | Befolkningstäthet (/km²) |
| Städer på häradsnivå |                        |                |                         |                   |            |                          |
| 1                    | Ulan Hot               | 乌兰浩特市     | Wūlánhàotè shì          | 290 000           | 772        | 376                      |
| 2                    | Arxan                  | 阿尔山市       | Ā'ěrshān shì            | 50 000            | 7 409      | 7                        |
| Härad                |                        |                |                         |                   |            |                          |
| 3                    | Tuquan                 | 突泉县         | Tūquán xiàn             | 310 000           | 4 800      | 65                       |
| Baner                |                        |                |                         |                   |            |                          |
| 4                    | Främre högra Horqin    | 科尔沁右翼前旗 | Kē'ěrqìn Yòuyì Qián Qí  | 360 000           | 19 375     | 19                       |
| 5                    | Mellersta högra Horqin | 科尔沁右翼中旗 | Kē'ěrqìn Yòuyì Zhōng Qí | 250 000           | 15 613     | 16                       |
| 6                    | Jalaid                 | 扎赉特旗       | Zālàitè Qí              | 390 000           | 11 837     | 33                       |